# 臺灣問題內政化
臺灣問題內政化，或稱為臺灣問題中國內政化、台灣內國化，是中華人民共和國對於台灣問題的一個用語，意指將台灣主權歸屬問題定義為中華人民共和國內政，屬於國內管轄事務，國際其他國家與國際組織不得進行干預。中華人民共和國持有的一個中國原則，認為台灣是中華人民共和國的領土，雖然因為國共內戰，暫時由中華民國政府控制，但台灣主權仍然歸屬於中華人民共和國所有，反對其他國家以國際法干涉，外交承認中華民國或進行雙重承認，提供武器援助以及协防台湾。
在台灣，支持這個觀點的主要為中國國民黨與台灣民眾黨。[來源？]這個觀點的支持者認為，在排拒美國等其他國家介入之後，可以達成中國統一。反對這個觀點的黨派主要為民主進步黨，他們曾提出一邊一國，兩岸互不隸屬等主張，認為台灣與中華人民共和國之間為國家對國家關係，因此應循著國際外交方式來解決台灣問題。

## 概論
在1949年中國共產黨建政之後，中華人民共和國認為自己擁有中國代表權，主張擁有台灣主權。中華人民共和國政府主張，在台灣的中華民國政府，是受到美國支持的分離主義勢力。在美國支持下，將台灣問題國際化，阻止了中國統一。中共中央總書記習近平曾於2021年發表演說，主張台灣問題純屬中國內政。此說法不被台灣方面接受。
韓國總統尹錫悅於2023年訪談中，提出：「台灣議題不單純是中國與台灣之間的問題，而是跟兩韓關係同樣影響國際社會的全球性議題。」美國國務卿安東尼·布林肯於2023年提出，台灣問題非中國內政。中華人民共和國外交部部長秦剛召開記者會抗議，以中華人民共和國憲法及反分裂國家法為依據，要求美國停止將台灣問題「非中國內政化」。
在李登輝總統、陳水扁總統與蔡英文總統執政期間，主張台灣並非是中華人民共和國領土，反對台灣問題是中國內政的說法。在馬英九總統執政期間，將台灣與中國之間的關係，定位為非國際關係，非國與國關係，而是一個中國下的特殊兩岸關係，支持台灣問題為中國內政的說法。